# Barcelos, Amazonas
Barcelos  este un oraș în unitatea federativă Amazonas (AM), Brazilia. Municipiul Barcelos are o suprafață de 122.476 km².